# Neocompsa sericans
Neocompsa sericans là một loài bọ cánh cứng trong họ Cerambycidae.